# 海科·哈伯曼
海科·哈伯曼（德語：Heiko Habermann，1962年11月2日—），德国男子赛艇运动员。他曾代表东德参加1988年夏季奥林匹克运动会赛艇比赛，联同延斯·克彭、斯特芬·齐尔克和斯特芬·博格斯获得男子四人双桨铜牌。